# Grigorij Emec
Grigorij Petrovič Emec (in russo Григорий Петрович Емец?, in ucraino Григорій Петрович Ємець?, Hrihorij Petrovič Jemec'; 8 ottobre 1957) è un ex triplista sovietico, dal 1992 ucraino.

## Palmarès

### Europei indoor
- 1 medaglia:
  - 1 oro (Göteborg 1984)